# Васил Стоев
Васил Стоев – Ампега е български музикант – басист, композитор, аранжор, рок и поп-изпълнител, музикален продуцент; съосновател на рок група „Импулс“ и „Моби Дик“.

## Биография
Роден е на 14 септември 1954 г. От петгодишен учи цигулка и солфеж. Още от малък има разностранни интереси в области извън музиката – литература, физика, техника. Завършва 35-а Руска гимназия в София, където основава първата си рок група, на която е китарист и соло вокалист.
През 1975 г., Васил Стоев Ампега е приет в Инструменталния факултет на Музикалната академияи решава, че неговата съдба е музиката. Има шанс да попадне в „обществото“ на едни от най-добрите български музиканти. На тях Васил Стоев дължи осъзнаването и осмислянето на звука като феномен в музиката, на звуковата среда като уникално изразно средство. Развива и интереса си към физиката и акустиката, като се самообразова технически.
Музиката, която слуша – Лед Цепелин, Диип Пърпъл, Вангелис, Юрая Хип, Бийтълс, Емерсън, Лейк енд Палмър, Стили Ден, Джон Маклафлин, всички артисти на прогресив рока от 1970-те години, затвърждават у Ампега идеята за собствена група, с която да реализира собствената си музика. Щастливото запознанство на Васил Стоев с Асен Гаргов и Лили Иванова, го отвежда през 1977 г.като басист в групата на Лили Иванова „Макове“.Концертния му сет включва Fender Precision Bass и легендарната апаратура за бас – Ampeg.Това е и първата такава апаратура в България.Творческата му среща с Илия Кънчев и Пейо Пеев води до основаване на група „Импулс“.Музикалната кариера на Васил Стоев минава през групите БИС на Петър Чернев, Феникс, Бисер Киров.През 1981 г. Васил Стоев заминава на околосветско турне с шоуто на великата Леа Иванова и Еди Казасян.След завръщането си в България в 1982 г. заедно с Жорж Сребров и Пламен Дойчев основава група Моби Дик.Заедно издават два албума Моби Дик1 и Bad Time. През 1984 г.записва с Пламен Дойчев първият студиен албум на група Импулс – Импулс 1 и хита „Ако ти си отидеш за миг“. Следващата година заминава за Швеция, където започва работа, като продуцент в ТВ7.
Автор е на повече от 80 и аранжор на над 100 песни за много от известните шведски и български поп изпълнители. Пише музика за документални и игрални филми, театрална, приложна, детска музика. Музикален продуцент е на редица албуми на артисти и групи. През 1992 г. получава националната награда „Продуцент на годината“, учредена от вестник „Музика“.Негови песни взимат престижни награди на фестивали – БНР-Хоризонт-Голямата награда на Пролет 97, Сребърния Ерос97, Златни нотии др. За своето творчество Васил Стоев получава следните награди:
- Цялостен принос – 1993;
- Цялостен принос за българския рок – 1994;
- Цялостен принос в развитието на българската култура – 1998;

След 1996 г.Васил Стоев – Ампега основава собственото си звукозаписно студио „Моби Дик“, където се занимава с постпродукция, хард диск рекординг, дигитален мастеринг и съраунд технологии. Основава и продуцентска къща „СМС“, която се занимава с организаторски, мениджърски, издателски и други дейности в областта на музикалното изкуство.
Журира в редица национални и международни фестивали и конкурси. Член е на Международното общество на аудиоинженерите „А Ес Конвенция“, един от основателите на Асоциацията на звукозаписните студиа в България (БНАПЗ).